# Юхары-Агджакенд
Юхары-Агджакенд (азерб. Yuxarı Ağcakənd) — посёлок в Геранбойском районе Азербайджана.

## История
В период Азербайджанской ССР посёлок был населён по большей части армянами.
С 1973 года получил статус посёлка городского типа.
Действовал гипсовый рудник.

## Общие сведения
Расположен на реке Геранчай, в 51 км к юго-западу от железнодорожной станции Геран (на линии Тбилиси — Баку) на высоте 1276 м. 
Согласно административно-территориальному делению Азербайджана является посёлком. Входит в Ашагы-Агджакендский муниципалитет.
На 1 января 2024 года в посёлке проживал 121 человек. Из них 71 мужчина, 50 женщин.
В 2001 году было выделено 53 миллиардов манат на восстановление 1400 разрушенных в результате Карабахского конфликта жилых домов в сёлах Ашагы-Агджакенд и Юхары-Агджакенд, а также 10 миллиардов манат на завершение строительства 322 домов, строительство которых осталось незавершённым с 1995 года.
18 октября 2014 года открыта автомобильная дорога Геранбой — Юхары-Агджакенд.
По данным на 1 января 2024 года в посёлке проживал 121 человек.